# 6250 Saekohayashi
6250 Saekohayashi este o planetă minoră (asteroid) din centura de asteroizi. A fost descoperită pe 2 noiembrie 1991 la Observatorul Palomar de Eleanor F. Helin și a fost numită după Saeko Hayashi⁠(d). 
Obiectul prezintă o orbită caracterizată de o semiaxă mare de 1,9326924 UAi, o excentricitate de 0,07, o înclinație de 19,78773 ° în raport cu ecliptica.